# 2-й дом коммунального типа (Витебск)
2-й дом коммунального типа (2-й коммунальный дом) — жилое здание, расположенное на улице Суворова в историческом центре города Витебск (Беларусь). Возведение по проекту Василия Георгиевича Вуколова, начавшееся весной 1928 года, было завершено в начале 1930 года (в некоторых источниках период строительства указан как 1930—1935 гг.). 
Крылья здания расположены в виде буквы «П»; в реализованном плане имеются 5 подъездов и две арки для прохода. 2-й дом коммунального типа запечатлел в себе возврат от авангардных идей архитектуры коммуны к более классическим, каноничным принципам жилой планировки: в квартирах снова были предусмотрены персональные кухни, столовые и туалетные комнаты. Заметную известность приобрел входящий в архитектурный ансамбль фонтан, что находится во дворе дома; он является самым старым действующим фонтаном Витебска.